# Syndicate (videogioco 1993)
Syndicate è un videogioco del tipo strategico in tempo reale di ambientazione fantascientifica, sviluppato da Bullfrog Productions e pubblicato da Electronic Arts nel 1993 per piattaforme Amiga e MS-DOS e successivamente per diversi altri computer e console. Fu uno dei primi giochi a implementare elementi di intelligenza artificiale nei personaggi secondari. Visto il grande successo venne portato su molti altri sistemi negli anni successivi, venendo citato come uno dei migliori giochi di strategia per personal computer.
Fu il primo titolo della serie di Syndicate. Ne fu realizzata un'espansione, Syndicate: American Revolt, e un seguito, Syndicate Wars. Il videogioco e l'espansione furono ripubblicati assieme nel 1996 con il titolo Syndicate Plus. Nel 2012 venne realizzato un nuovo Syndicate, di ambientazione simile ma di genere differente.

## Trama
Il videogioco è ambientato in un futuro distopico in stile cyberpunk, in cui diverse corporazioni sono diventate tanto potenti da sostituire i governi nazionali nel controllo dei territori. In questo futuro la tecnologia è pervasiva e le stesse persone ricevono degli innesti bionici per incrementare le loro capacità. Il giocatore veste i panni del direttore di una di queste corporazioni, in lotta con le altre per il dominio mondiale. Il giocatore impiega i suoi agenti in missioni con vari obiettivi, dall'assassinio di leader rivali all'infiltrazione al controllo della popolazione.
Per incrementare l'influenza della propria corporazione, i gruppi di agenti utilizzati durante le missioni potranno anche essere trasformati in cyborg ricorrendo a interventi chirurgici più o meno invasivi.

## Modalità di gioco
La visuale è isometrica. Il giocatore può utilizzare fino a quattro agenti per missione e può investire parte delle risorse in ricerca e sviluppo per migliorare l'armamento o gli innesti a sua disposizione. Le missioni possono riguardare il rapimento di scienziati nemici, l'uccisione di avversari politici, il furto di armi, il condizionamento di persone e altri obiettivi.
Il videogioco è del tipo amorale, nel senso che se il giocatore decide di minimizzare il numero di vittime civili durante le missioni non riceve vantaggi, ma se decide di agire senza scrupoli per completare una missione, causando un alto numero di vittime, non viene penalizzato. Per completare il gioco bisogna terminare le missioni, indipendentemente dal metodo o dal numero delle vittime. Ad esempio, quando l'obiettivo di una missione è eliminare un politico di una corporazione avversaria che si trova al centro di una città molto popolata, il giocatore può decidere di utilizzare un cecchino uccidendo solo il politico e qualche guardia, oppure può utilizzare una squadra di quattro elementi pesantemente armati che, facendosi strada nella città con la mitragliatrice, eliminino l'obiettivo. In quest'ultimo caso il numero di vittime civili sarà molto alto, ma ai fini del successo le due soluzioni sono equivalenti.
Durante il gioco gli agenti potranno interagire con la popolazione e con le strutture (automobili, metropolitane). Syndicate è stato uno dei primi giochi a implementare elementi di intelligenza artificiale nei personaggi secondari. Gli abitanti delle città usualmente non interagiscono con la squadra, ma se questa impugna le armi, quando gli abitanti entrano nel raggio visivo della squadra fuggono e richiamano gli agenti della sicurezza.

## Accoglienza
Syndicate venne accolto dalla critica e dal pubblico in modo molto positivo, venendo lodato in particolare per la sua elevata giocabilità, ma anche per la grafica, gli effetti speciali e la colonna sonora, sebbene sia stato criticato per la sua violenza ma anche per una scarsa IA, la limitata fluidità su PC e la mancanza di multiplayer. All'ECTS di Londra 1994 fu premiato come "gioco dell'anno" dai lettori tedeschi.
Inizialmente il gioco venne prodotto per Amiga e MS-DOS, ma visto il successo venne presto portato su molti altri sistemi, in particolare sulle maggiori console dell'epoca e su MacOS. Nel 1993 venne annunciata la versione per console Amiga CD32. Nel 1994 la versione PC venne convertita per Mac: una conversione ritenuta nel complesso ben riuscita, anche se leggermente più macchinosa come giocabilità a causa del mouse monotasto del Mac; nell'ottobre dello stesso anno venne presentata la conversione per console SNES, che introduceva la possibilità di giocare in due, e annunciate quelle per le console Sega Mega Drive e Atari Jaguar.
Nel 1995 fu distribuita la versione per Mega Drive, con la parte grafica interamente rifatta ("molto più tondeggiante e nel complesso più curata"), che ricevette sulla rivista italiana Consolemania una buona valutazione (87/100), in particolare sulla longevità del gioco (90/100), anche se nel complesso la versione per console fu ritenuta meno soddisfacente di quella per PC.
Nel 2006 Electronic Arts portò il videogioco su PlayStation Portable con la raccolta EA Replay, presentata negli Stati Uniti il 7 novembre.

## Serie
La Bullfrog Productions realizzò un'espansione e un seguito tra il 1993 e il 1996. Nel 2012 la serie riprese con un nuovo seguito, realizzato da Starbreeze Studios e stavolta cambiando genere, essendo uno sparatutto in prima persona.
- Syndicate (1993)
  - Syndicate: American Revolt (1993)
- Syndicate Wars (1996)
- Syndicate (2012) (Starbreeze Studios)